# Henry Stubbe
Henry Stubbe oder Stubbes (* 1632 in Lincolnshire; † 1676 in Bath) war ein englischer Gelehrter und Autor.

## Leben und Leistungen
Henry Stubbe war ein vielseitiger Gelehrter und Mediziner, der unter anderem an der Universität Oxford die Philosophie von Thomas Hobbes unterstützte, ein Buch zur damals noch relativ unbekannten Schokolade sowie eine Abhandlung zum Islam verfasst hat. 
Laut Anthony Wood war Stubbe einer der besten Gelehrten für die Sprachen Latein and Griechisch seiner Zeit sowie ein guter Mathematiker und Historiker.

## Werke
- Vindication of that Prudent and Honourable Knight Sir Henry Vane (1659)
- A Light Shining Out Of Darkness (1659)
- The Indian nectar, or, A discourse concerning chocolate (1662)
- An Epistolary Discourse Concerning Phlebotomy and The Lord Bacons Relation of the Sweating-Sickness Examined (1671)
- A Justification of the Present War against the United Netherlands (1672)
- An Account of the Rise and Progress of Mahometanism, and a Vindication of him and his Religion from the Calumnies of the Christians (1674?)[1]